# Micropterus notius
Micropterus notius är en fiskart som beskrevs av Bailey och Hubbs, 1949. Micropterus notius ingår i släktet Micropterus och familjen Centrarchidae. IUCN kategoriserar arten globalt som nära hotad. Inga underarter finns listade i Catalogue of Life.